# 然充乡
然充乡，是中华人民共和国四川省甘孜藏族自治州色达县下辖的一个乡镇级行政单位。

## 行政区划
然充乡下辖以下地区：
拉加村、桑桑村、甲吉村、达玛村、呷加村、德玛村、查启村和佐村。